# Morte improvvisa e inspiegabile nell'infanzia
La morte improvvisa e inspiegabile nell'infanzia, detta anche morte improvvisa e inaspettata nell'infanzia o SUDC (dall'acronimo inglese Sudden Unexplained Death in Childhood), è una categoria di morte che indica il decesso improvviso di un bambino di età compresa tra uno e diciotto anni che rimane inspiegabile anche dopo un'accurata indagine medica, compresi autopsia, esame tossicologico, indagine del luogo del decesso e revisione del quadro clinico del paziente.
A oggi non è stata svolta sufficiente ricerca per inquadrarne in maniera precisa le cause, i fattori di rischio o dei mezzi di prevenzione, al contrario di quanto invece riguarda la SIDS.

## Classificazione
Sebbene il fenomeno sia scarsamente noto e sia stato concettualizzato solo recentemente dalla comunità scientifica, esso è convenzionalmente posto in relazione con altre forme simili di morte improvvisa.
La SUDC, infatti, si distingue per l'età della vittima e per le dinamiche dalla SIDS (Sudden Infant Death Syndrome) e dalla SADS (Sudden Arrhythmic Death Syndrome). Mentre la prima riguarda i bambini sotto l'anno di età, la SUDC avviene nei soggetti di età maggiore, fino ai diciotto anni, per poi lasciar spazio alla terza negli adulti. È diversa anche dalla SUDEP (Sudden Unexpected Death in Epilepsy), perché in questo caso si tratta di un evento riconducibile a fattori già presenti nel quadro clinico della vittima.

## Il fenomeno
L'incidenza del fenomeno è molto rara, con una stima che oscilla tra 1,0 e 1,4 vittime ogni 100 000 bambini. La fascia più colpita sembrerebbe essere quella compresa tra 1 e 4 anni di età, che comprende più del 60% delle vittime, sebbene per definizione queste morti potrebbero verificarsi fino ai diciott'anni.
Tutti i decessi che si classificano come tali non possono essere spiegati dalle conoscenze attuali della medicina e della scienza, né sono associati a sintomi rilevanti o che possano presagire la morte nei giorni precedenti, dunque la diagnosi per SUDC avviene sempre in seguito alla morte e all'esclusione di tutte le altre cause. Non si può tuttavia parlare di causa unitaria, bensì di un insieme di cause piuttosto eterogeneo di cui non si comprendono i fattori e incluso in un unico termine medico.
La quasi totalità dei casi si registra durante il sonno, similmente a come avviene per la SIDS, dunque pare essere un fattore non trascurabile per lo studio statistico.
A causa della sua rarità, il fenomeno è sconosciuto a molti medici e pediatri e per questo molto raramente oggetto di studi clinici, oltre a ricevere pochissimi finanziamenti dalle varie istituzioni; in generale l'attenzione dedicatagli è insufficiente anche paragonandola con la disparità d'incidenza rispetto alla SIDS. Si ritiene che molti decessi per i quali non si trova spiegazione rientrerebbero nella definizione della SUDC, ma non vengono mai classificati come tali per la scarsa conoscenza del fenomeno tra gli esperti della comunità scientifica, rendendo le statistiche e gli studi imprecisi. Malgrado la scarsa Informazione, si registrano più decessi entro questi termini che per gli incendi domestici e gli incidenti in bicicletta.
Sono attualmente in corso ricerche e studi per comprendere meglio la SUDC e i vari meccanismi che la possono causare.

## Gli studi
Da alcuni studi svolti, che sono ancora insufficienti per determinare delle conclusioni precise e ben definite, è emerso che:
- È più frequente nel sesso maschile[13]
- È associabile alle convulsioni febbrili per un terzo dei casi[13]
- È preceduto da febbre nelle 48 ore precedenti in più della metà dei casi[13]
- È più presente nelle etnie africane o afro-americane rispetto alle altre[14]
- È associabile ad alcune deformità dell'ippocampo[13]
- Nella maggior parte dei decessi, il bambino è rinvenuto in posizione prona[15]

È importante ribadire che queste conclusioni non sono attendibili, perché gli studi svolti e i soggetti presi in considerazione sono insufficienti. Sarà fondamentale la ricerca in futuro per identificare le cause, i fattori di rischio e le caratteristiche comuni a queste morti.
Gli scienziati stanno studiando alcune ipotesi sulla base di presunte relazioni tra morti improvvise, convulsioni febbrili e anomalie congenite dell'ippocampo. La frequente comparsa di febbre prima di alcune morti sembrerebbe confermare la tesi delle convulsioni febbrili. Sono riconosciute come determinanti anche cause genetiche.

## Prevenzione
Come già specificato in precedenza, un decesso improvviso classificato come SUDC dagli esami post-mortem non è prevedibile, né esistono linee guida per prevenirlo. L'unico modo per evitare la morte del soggetto colpito è tramite l'intervento immediato di un defibrillatore.

## Storia
Sebbene queste morti improvvise esistano da sempre e siano sempre state registrate, la comunità scientifica vi ha dedicato attenzione solo pochi decenni fa e la loro classificazione in maniera specifica e organica è avvenuta nei tempi più recenti.
Uno dei primi studi clinici pubblicati è quello di Molander: un medico svedese che nel 1982 raccolse 389 casi di morte naturale improvvisa in bambini e adolescenti, analizzandone in particolare 43 e deducendo che oltre a morti dovute a epilessia, malattie congenite del cuore o altre cause, si registravano dei decessi in quantità minore rispetto alla SIDS senza causa apparente.
A seguire, vi furono ulteriori studi del fenomeno nel corso degli anni '80 e nei decenni successivi, alcuni dei quali analizzarono la categoria delle morti in culla estesa al di sopra dell'anno di età.
Nel 1999, alla SIDS Alliance National Convention di Atlanta, in Georgia, il dottor Henry Krous presentò il suo studio "Post-infancy SIDS: Is it on the rise?", che diede un grande contributo per diffondere consapevolezza del fatto nella comunità scientifica. Nel 2005, infatti, fu pubblicata la prima definizione ufficiale per la SUDC nel testo "Pediatric and developmental pathology".
Nel 2001 viene fondata negli Stati Uniti la prima, e a oggi unica, associazione internazionale che opera per finanziare la ricerca, diffondere la consapevolezza e offrire supporto alle famiglie in cui si verifica questo tipo di decessi.